# Терра-Нова (национальный парк)
Национальный парк Терра-Нова (англ. Terra Nova National Park, фр. Parc national de Terra-Nova) — национальный парк Канады, расположенный на северо-востоке канадской провинции Ньюфаундленд и Лабрадор.

## Физико-географическая характеристика

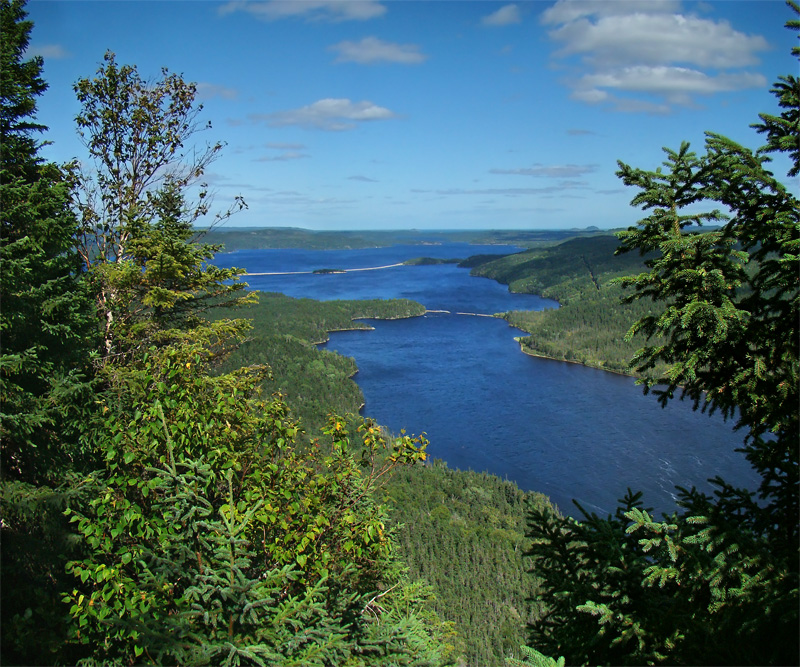

Терра-Нова, латинская форма названия острова Ньюфаундленд - новая земля, является самым восточным национальным парком Канады. Парк расположен на берегу залива Бонависта в восточной части острова в 200 км к западу от столицы провинции, города Сент-Джонс. Транс-канадская автомагистраль пересекает национальный парк с востока на запад. Примерно 40 км автодороги проходят по территории парка.
На окружающий природный ландшафт существенное влияние оказали ледники. В парке много прудов, морен, друмлинов. Береговая линия представляет собой чередующиеся заливы, косы и глубокие фьорды. В море нередко можно увидеть айсберги.

## Флора и фауна

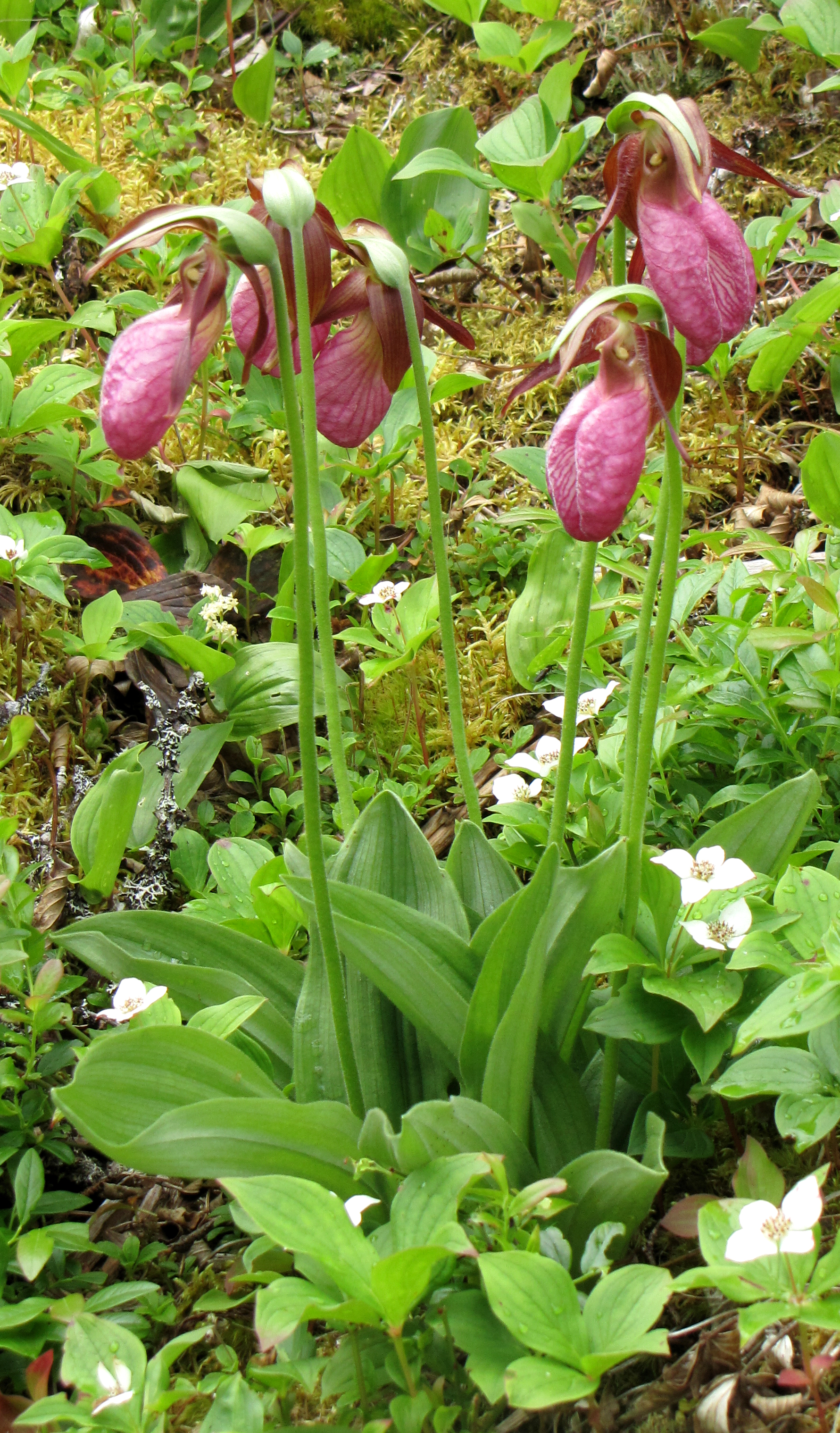
Cypripedium acaule

Растительный мир парка представлен в основном бореальными лесами с такими доминирующими видами как ель чёрная (Picea mariana) и пихта бальзамическая (Abies balsamea). В многочисленных торфянниках растут орхидеи и насекомоядные растения, а также мох сфагнум.
Животный мир представлен двумя категориями видов: местными и завезёнными. К местным видам относятся бобры, чёрные медведи, карибу, луговые полёвки (Microtus pennsylvanicus), выдры и рыси, в то время как на остров были завезены обыкновенная бурозубка, американский беляк, американская норка и лось. Каменистая береговая линия является излюбленным местом обитания птиц. Среди них такие виды как речная крачка (Sterna hirundo), (Larus smithsonianus), обыкновенный чистик, белоголовый орлан.
Основную опасность для парка представляют лоси. Они были завезены в 1878-1904 годах и теперь распространились по всей территории. Лоси в том количестве, в котором они расселены в парке, протаптывают леса настолько, что те не успевают восстанавливаться. В подтверждение теории учёные огородили ряд лосиных троп и зафиксировали восстановление леса на этих участках.